# Auguste Marmont
Auguste Frédéric Louis Viesse de Marmont, duque de Ragusa (Châtillon-sur-Seine, 20 de julio de 1774 - Venecia, 22 de marzo de 1852), fue un militar francés, que alcanzó el rango de mariscal del Imperio en 1809.

## Infancia y juventud
Hijo de un oficial perteneciente a la pequeña nobleza, Auguste Marmont recibió desde niño una educación severa, siempre orientada a su posterior ingreso en el ejército. En 1789 tenía el grado de subteniente y su carrera en el ejército parecía asegurada, hasta que estalló la Revolución francesa. Marmont, que contaba por aquel entonces quince años de edad, hizo inmediatamente suyos los principios revolucionarios, aunque pronto se vio afectado por el decreto que impedía el ascenso en la jerarquía militar a los procedentes de la antigua nobleza.
Se trasladó entonces a Dijon, donde comenzó a estudiar matemáticas. Estos conocimientos le resultaron enormemente útiles para acceder a la Escuela de Artillería, ya que se había familiarizado con los cálculos aritméticos necesarios para entender el alcance y potencia de los cañones. En dicha escuela conocerá a uno de los más jóvenes y brillantes profesores: Napoleón Bonaparte.
Hecho subteniente de artillería en 1792 y capitán en el Ejército de Maguncia, se le asigna el mando de la artillería de vanguardia con Louis Charles Antoine Desaix. Posteriormente es trasladado al sitio de Tolón, donde queda a las órdenes directas de Bonaparte. Según relata el propio Napoleón, Marmont se presentó ante él con una carta de recomendación firmada por su tío, que había sido compañero suyo en la Escuela Militar de Brienne. El futuro emperador ve en Marmont a un joven muy prometedor, por lo que lo incluye en su círculo de confianza y le nombra ayudante de campo.
Cuando Napoleón es nombrado comandante en jefe del Ejército de Italia, lleva a Marmont consigo y lo mantiene dentro de su estado Mayor, donde aprende el funcionamiento de una cadena de mando gracias a Berthier. Se desempeña con gran valor en la batalla de Lodi, gracias a lo cual recibe un sable de honor y un nuevo ascenso.
Tras el éxito de Italia, Napoleón comienza a planificar su Campaña de Egipto, a la que incorpora a Marmont como jefe de la 4.ª media brigada. Sin embargo, la preocupación de Napoleón por la carrera de su joven protegido va más allá de lo meramente militar, por lo que orquesta su matrimonio en 1798 con Hortensia Perrégaux. Según el propio Napoleón, él mismo fue a entrevistarse con el padre de la joven, un célebre banquero suizo llamado Jean-Frédéric Perregaux, con quien mantuvo la siguiente conversación:
— «Vengo a pediros la mano de vuestra hija.
— Si es para vos, general, sí; para cualquier otro, no.
— Estoy casado, de modo que no puede ser para mí. Os la pido para uno de mis ayudantes de campo, joven coronel al que aprecio como si fuera mi hijo, y que es digno de toda mi estima.
— Pero ese joven tendría que aportar por lo menos el desayuno.
— ¿De cuánto sería el almuerzo?
— De un millón.
— Lo aportará.
Por aquel entonces Marmont no poseía más de 110.000 francos y además debía proveer las necesidades de su madre y sus cuatro hermanos y hermanas. Aun así, ofreció a su suegro 300.000 francos y la boda tuvo lugar.

## El Imperio
Con la situación en Egipto estancada y Francia sumida en una profunda crisis, Napoleón planea su regreso en secreto. Sólo las personas de su máxima confianza, como Murat, Lasalle o el propio Marmont, estarán enteradas de sus preparativos. En 1799, ya de regreso en Francia, colabora en el golpe de Estado del 18 de Brumario que abole el Directorio y proclama el Consulado.
Napoleón le nombra Consejero de Estado y pocos meses más tarde le promueve a comandante en jefe de la Artillería del Ejército de Reserva, que debía atravesar el paso de Gran San Bernardo, en los Alpes. Marmont desplegó los medios más ingeniosos para transportar el material más allá de las cumbres del puerto con gran rapidez y eficacia. Tan meritoria es su actuación que es nombrado comandante de la misma en la batalla de Marengo y, tras su actuación en la misma, ascendido a general de división.
Llegado el año 1804, tras proclamarse el Imperio, se le nombra Gran Oficial de la Legión de honor. Pese a este reconocimiento, queda profundamente resentido al no aparecer la relación de mariscales.
En 1805 se encontraba al frente del II Cuerpo de Ejército, con 15.000 soldados bajo su mando directo, con el que participa en la batalla de Ulm. En 1806 fue nombrado general en jefe de Dalmacia, y Napoleón le encarga liberar a las tropas francesas asediadas en Ragusa (actual Dubrovnik) por los rusos, consiguiéndolo el 1 de octubre. Marmont exhibe una gran habilidad en dicha campaña, por lo que es nombrado gobernador civil y militar de las Provincias Ilirias. Ocupará este puesto durante cinco años, donde se dedicará a la reforma de la administración y elaborará un ambicioso programa de obras públicas que perviven hoy en día.
Como reconocimiento a su buen gobierno, en 1808 Napoleón le nombra Duque de Ragusa, esto en doble término, para deshonrar a los miembros de las familias aristócratas y gobernantes de la antigua República de Ragusa, que gobernaban por siglos con un Rector o Duque y abolirla en ese mismo año. En 1809 se le requiere para participar en la guerra contra Austria. Avanzó sobre Viena y tomó parte en las últimas operaciones de la campaña. Napoleón le ascendió a mariscal en el mismo campo de batalla de Znaim. Acabada la contienda, le nombró gobernador general de todas las provincias de Iliria.
En julio de 1810, Marmont sucedió a Masséna en el mando del Ejército francés en el norte de España. Con su llegada, los franceses retoman la iniciativa en la Guerra Peninsular. Acude en socorro de las tropas francesas acantonadas en Ciudad Rodrigo, en otoño de 1811, a pesar de la presencia de un Ejército inglés. Su planteamiento estratégico fue un éxito, lo que le anima a plantar batalla al propio Wellington en la Batalla de los Arapiles o de Salamanca, donde será además gravemente herido en el brazo y el costado derechos. Cedió el mando a Clausel, que logró salvar al Ejército francés retirándose hasta Burgos.
Napoleón censura gravemente su conducta y le abre un expediente que será instruido por el ministro de Guerra, el Duque de Feltre. En su informe, Napoleón llega a decir La conducta del duque de Ragusa en las llanuras de Salamanca es acreedora de la más severa censura y ofrece un ejemplo memorable de las consecuencias que puede comportar la confianza presuntuosa de un general del Ejército. La ambición del duque de Ragusa era la de combatir él solo a Wellington, por lo que no esperó al Ejército del Centro ni a una parte del Ejército del Norte que acudía en su ayuda.
Sin embargo, sea que el emperador no estaba totalmente convencido de la gravedad de los errores reprochados al mariscal, sea que se sintiese influido por la indulgencia hacia el que consideraba como un hijo, le confió en abril de 1813 el mando del VI Cuerpo de la Grande Armée, compuesto por 12.000 bayonetas. Participó en las batallas de Lützen, Bautzen y Dresde en Alemania, así como en la campaña de 1814 hasta la última batalla ante París. José Bonaparte, a la sazón gobernador rehusó armar una milicia con la población y huyó de la capital, teniendo Marmont que firmar la capitulación de la ciudad la madrugada del 31 de marzo.

## La traición de Marmont
Cuando todos esperaban la aparición de Napoleón para salvar París tras su veloz Campaña de los Seis Días, Marmont ordena la retirada de sus 20.000 hombres hasta una posición defensiva en Corbeil-Essonnes la mañana del 31, mientras las tropas aliadas entran en la capital.
Cayó sobre sus hombros un peso político que, sin duda justamente, le ha estigmatizado como ingrato y traidor. El 2 de abril se había expandido el rumor de que Napoleón, a la cabeza de 170.000 hombres, iba a marchar sobre París. Los soberanos aliados, asustados, decidieron la evacuación de la capital. Pero la orden para ese movimiento no llegó a ser dictada, ya que Marmont concluyó con los enemigos de Francia un acuerdo en virtud del cual las tropas que mandaba debían abandonar Essonne y retirarse por Versalles fuera del teatro de operaciones. Esta acción de Marmont consumó la ruina del Imperio. A consecuencia de ello, Napoleón se vio obligado a firmar su abdicacón en Fontainebleau.
A partir de esta actuación los franceses tomaron su título, «ragusade», como sinónimo de traición. Este vocablo se sigue usando hoy en día.

## La Restauración borbónica
Durante la Restauración de los Borbones, el duque de Ragusa fue nombrado capitán de la Guardia de Corps. Se presenta ante Luis XVIII en Gante, siendo nombrado jefe de la Casa Militar del Rey. Cuando Napoleón regresa durante los Cien Días, Marmont se retira al balneario de Aquisgrán. Durante la segunda Restauración fue uno de los mayores generales de la Guardia Real y se le nombró Par de Francia. Contrae un nuevo matrimonio con Adélaïde de Praël de Surville, de quien prontamente se divorcia. No tuvo descendencia con ninguna de sus dos esposas.
En 1817, fue enviado a Lyon para sofocar una revuelta bonapartista, y en 1820 se le nombró caballero del Santo Espíritu y gran oficial de la Orden de San Luis. Sin embargo, no recibe ningún cargo en el gobierno o en el alto mando del Ejército, lo que demuestra que a pesar de todo Luis XVIII no confiaba en él. Se dedica a actividades comerciales que se centran en la fabricación de azúcar de remolacha, pero sus negocios no prosperarán y pierde buena parte de su fortuna.
En 1825, el rey Carlos X le envía como embajador extraordinario para asistir a la coronación del zar Nicolás I de Rusia. El 28 de julio de 1830, cuando estalla la revolución contra el absolutismo monárquico, es nombrado comandante de una división militar y se le ordenó reprimir toda oposición a las ordenanzas reales que ocasionaron la revuelta. Aunque él mismo se oponía a las medidas del rey, trató de cumplir con su cometido hasta que se le hace evidente que sus tropas no serán suficientes para frenar la revolución.
Se presenta ante el Delfín de Francia, Luis Antonio de Borbón y Saboya, que le espeta: ¿Vais a traicionarnos como hicisteis con el Otro?. Sin embargo, esta vez Marmont no traicionará a nadie. Acompañó al rey al exilio y perdió su rango de mariscal.

## Viajero y escritor

Viaggio in Sicilia, 1840

Su deseo de regresar a Francia no fue jamás autorizado y erró por la Europa Central de país en país, para instalarse por último en Viena. Finalmente, Metternich le autoriza a establecerse allí y le nombra tutor del duque de Reichstadt, que no era sino el hijo de Napoleón y que pasaría a la posteridad como Napoleón II. Sin embargo, el duque no le aceptará a su lado, de forma que volvió a emprender un largo viaje por Hungría, Transilvania, Rusia, Constantinopla, Asia menor, Siria y Egipto. Posteriormente visita Roma, Nápoles y Sicilia.
La mayor parte de sus últimos años los consagró a la redacción de sus Memorias, que son de gran valor para la Historia Militar de su época, aunque han de ser leídas más como una defensa personal que como un relato objetivo. Nos presentan a Marmont como una persona agriada que creía insuficientemente recompensados sus servicios, y sobre todo alguien que se estimaba a sí mismo mejor que un verdadero amigo o un fiel servidor. Sus tácticas, aunque claras, aparecen timoratas y antiguas en contraste con las de los líderes instintivos, como Lannes y Davout, despreciados por los teóricos.
Escribió igualmente Viaje a Hungría, etc. (4 volúmenes, 1837); Viaje a Sicilia (1838); Espíritu de las instituciones militares (1845); César; Jenofonte y Memorias (8 volúmenes, publicados póstumamente 1856). Véase la larga y prudente nota de Sainte-Beuve, Conversaciones del lunes, vol. VI.
Finalmente se establece en Venecia, donde acaba falleciendo en 1852, sin recibir mayores honores. Su nombre está inscrito en el Arco del Triunfo de París, aunque mientras se terminaban las obras del mismo no faltaron voces que se opusieron a registrarlo junto a los otros grandes mariscales napoleónicos.